# شمس‌آباد (چرام)
شمس‌آباد روستایی در دهستان چرام بخش مرکزی شهرستان چرام استان کهگیلویه و بویراحمد ایران است.

## جمعیت
بر پایه سرشماری عمومی نفوس و مسکن در سال ۱۳۹۵ جمعیت این روستا ۱۶ نفر (۵خانوار) بوده‌است.